# Baltasar Kormákur

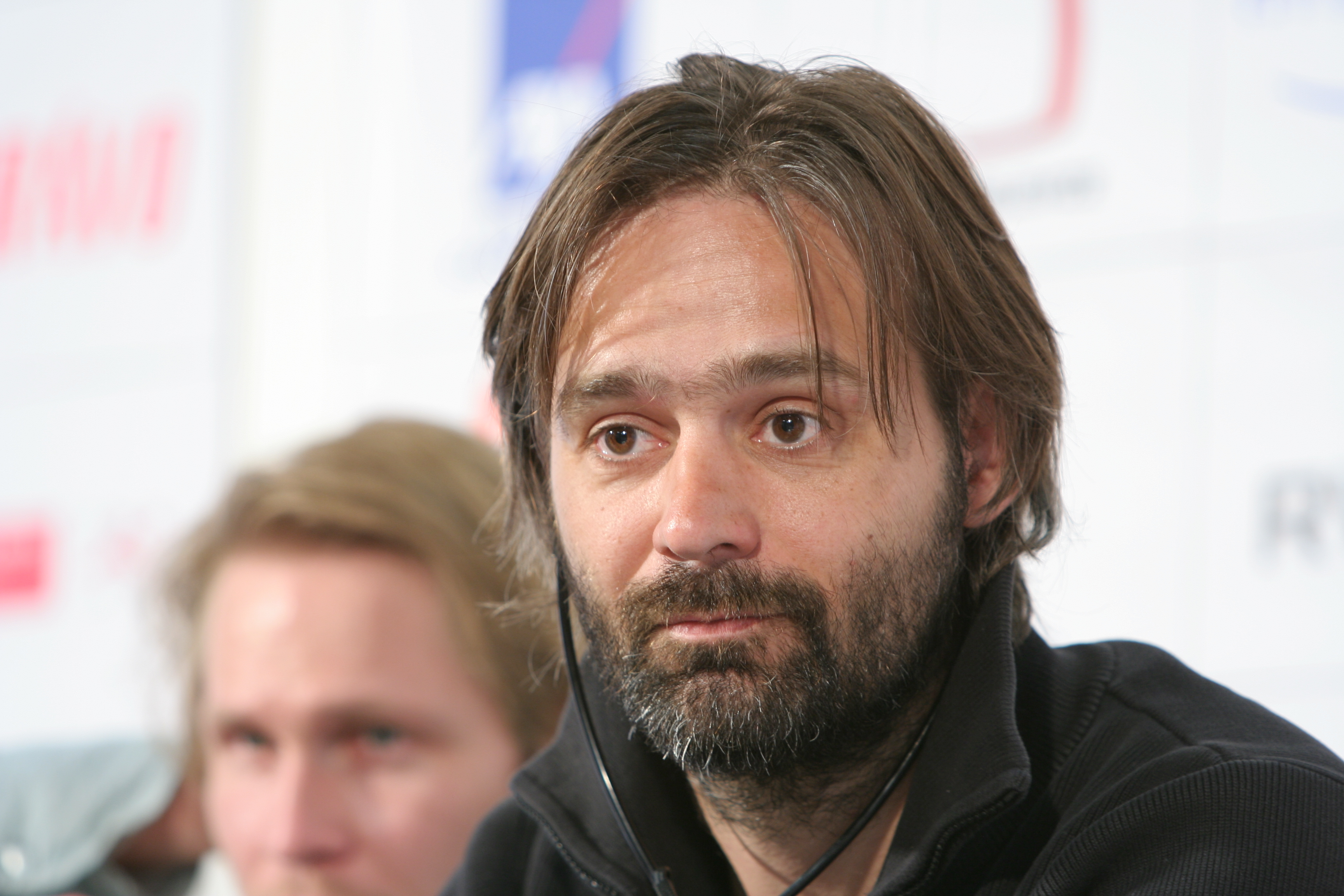
Baltasar Kormakur

Baltasar Kormakur Samper (născut la 27 februarie 1966 în Reykjavik, Islanda) este un actor, regizor și producător islandez. Are așa filme ca 101 Reykjavik (2000) și A Little Trip to Heaven (2005).